# Portaequipajes (bicicleta)

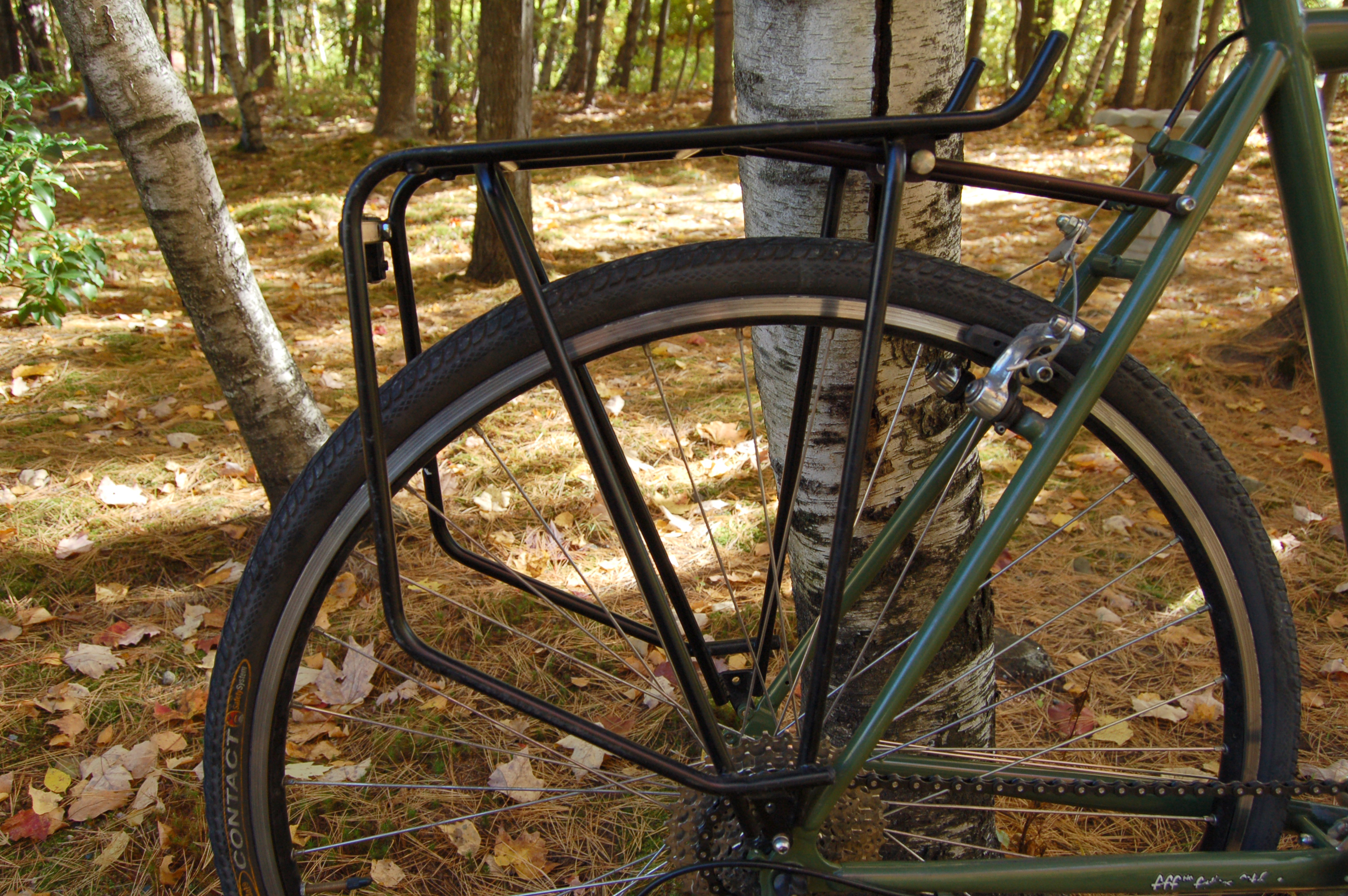
Un portaequipajes trasero montado en una bicicleta

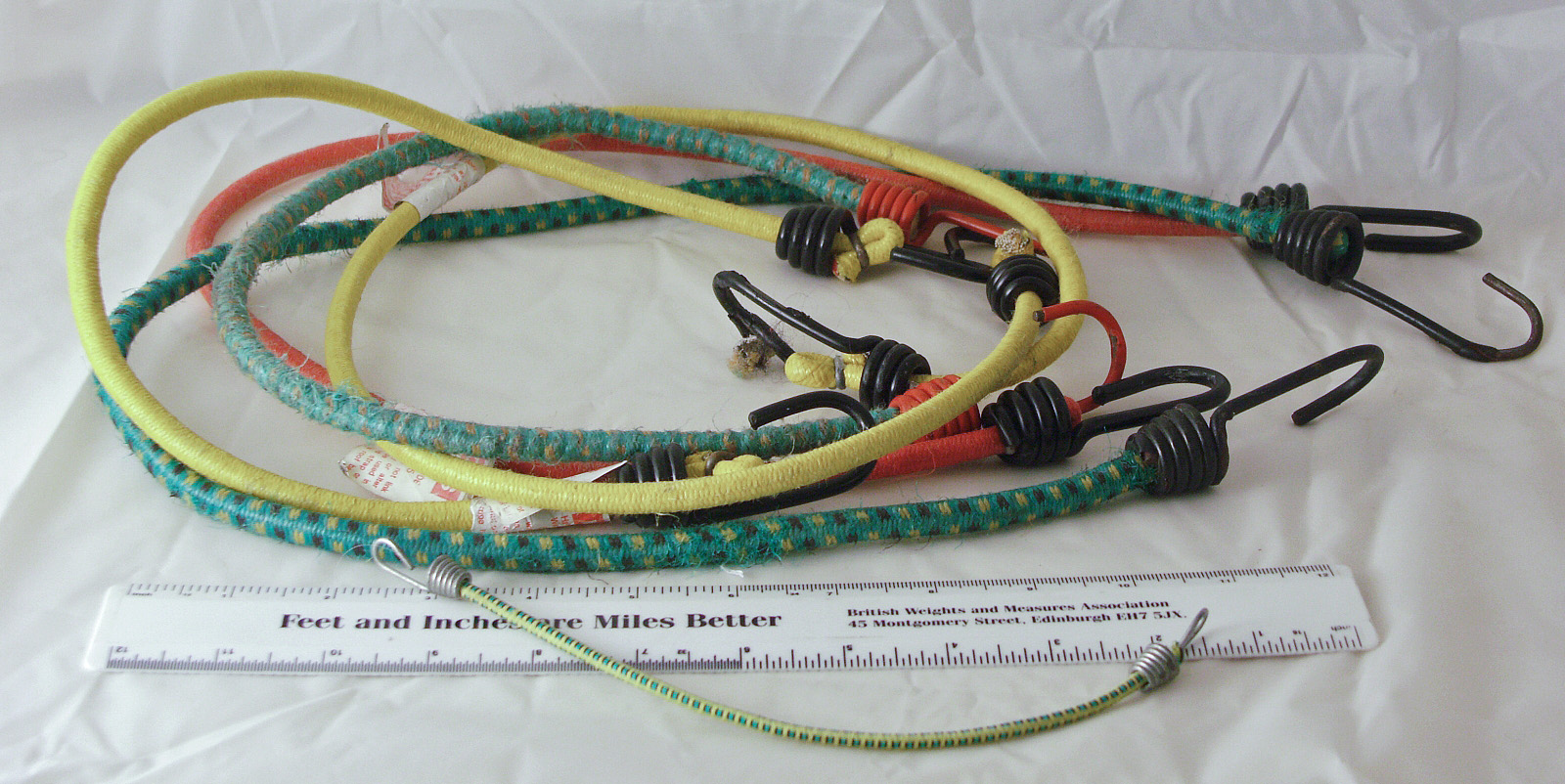
Pulpos para portaequipajes

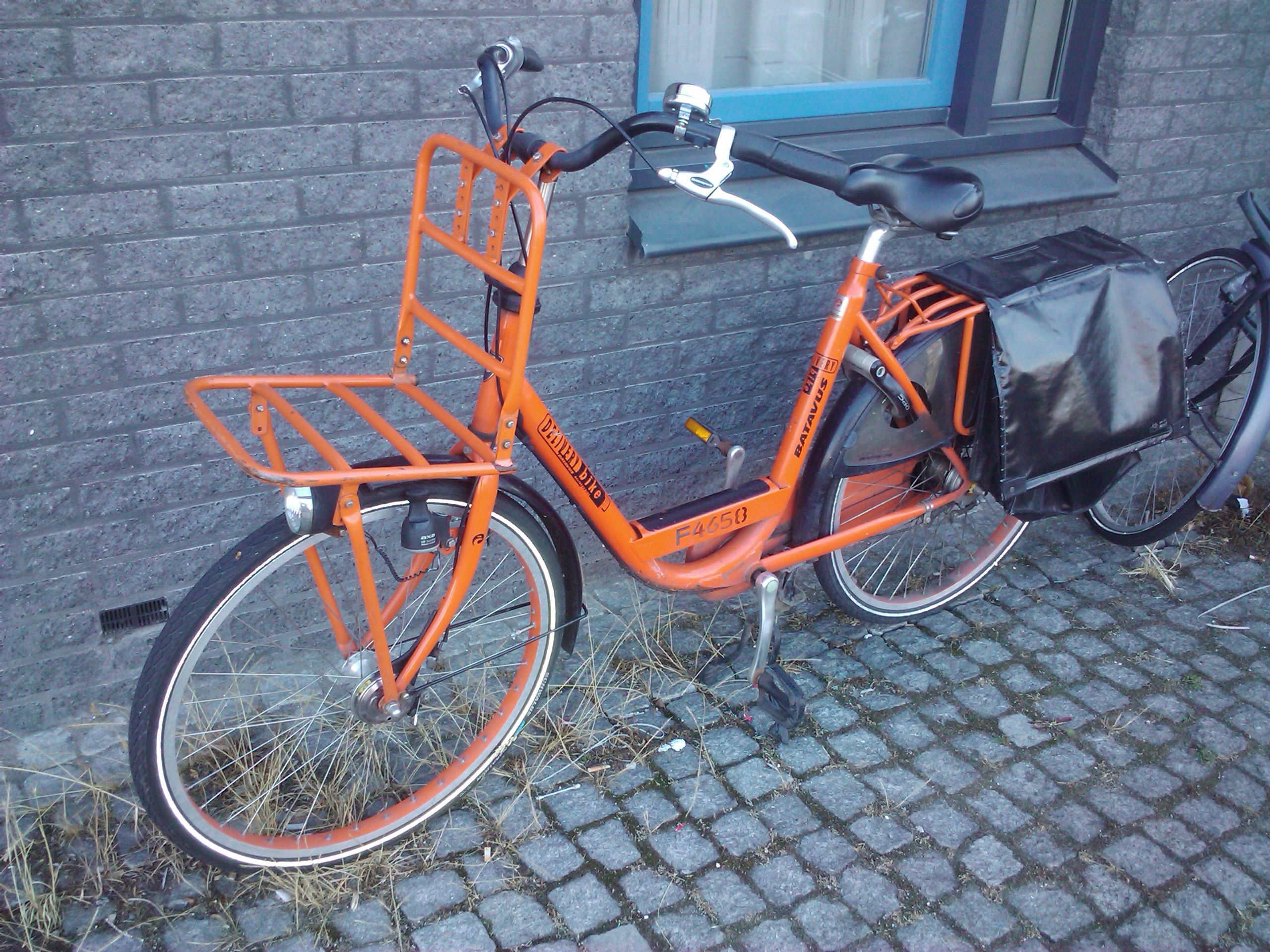
Un portaequipajes delantero porteur y uno trasero con alforjas, en una bicicleta utilitaria.

El portaequipajes, portabultos, transportín o parrilla es esa estructura metálica agregado a una bicicleta que permite a los usuarios de bicicletas llevar equipaje, cargamentos o alforjas e incluso otro pasajero como niños pequeños, fijando una sillita construida especialmente para ello. 
Los portaequipajes de bicicletas pueden ser montados en la parte delantera o trasera de una bicicleta. El montaje posterior es más común. 
Las bicicletas pueden tener ojales con o sin rosca, en las vainas traseras y en la horquilla al frente. El montaje de un portaequipajes es posible sin estos ojetes, pero requiere de soporte físico adicional. Un estilo de portaequipajes se sujeta con abrazaderas a la tija del sillín, no requiere de ojales o soporte físico adicional, pero tiene una capacidad limitada.

## Estándares
- Estándar Europeo EN 14872: Bicycles – Accessories for bicycles – Luggage carriers, 2006.
- Estándar internacional ISO 11243: Cycles – Luggage carriers for bicycles – Concepts, classification and testing, Organización Internacional de Normalización, 1994. En estos portaequipajes ISO se puede anclar una silla infantil EN 14344, utilizando los soportes de fijación de la silla.[2] El peso soprtado por la silla suele ser 9 a 35 kg (aprox. 10 años de edad).[3]

## Galería

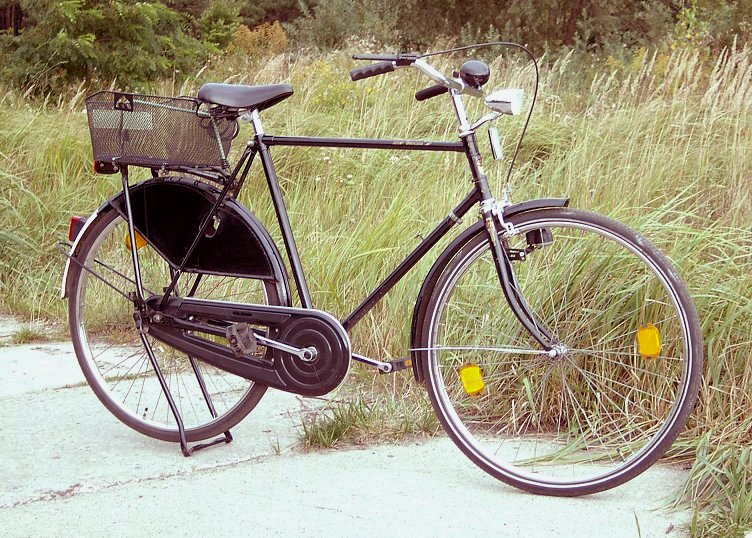
Una bicicleta utilitaria holandesa con un portaequipajes sobre la rueda trasera.
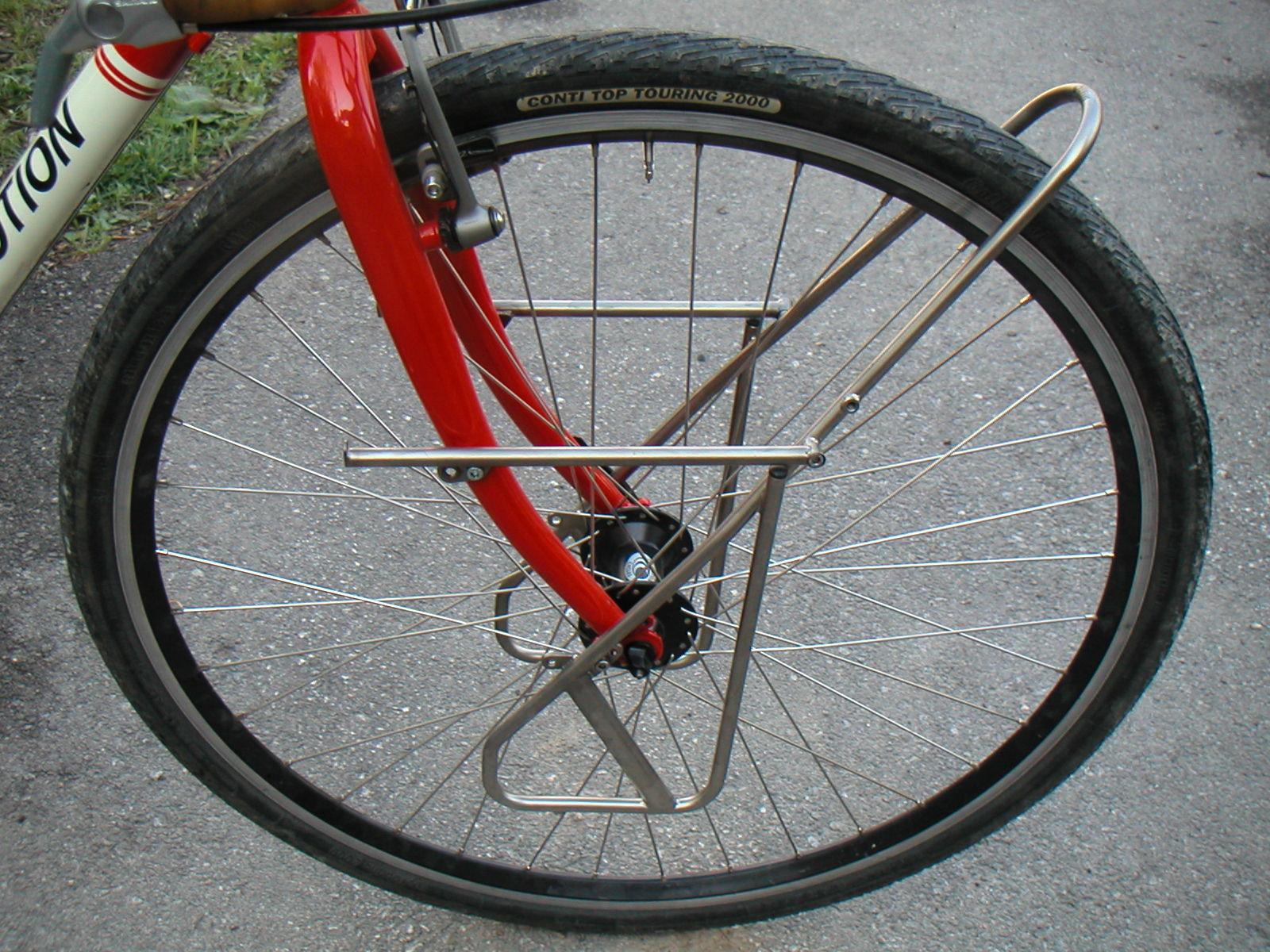
Complemento bajo[4] montado en una bicicleta de turismo para poner alforjas.
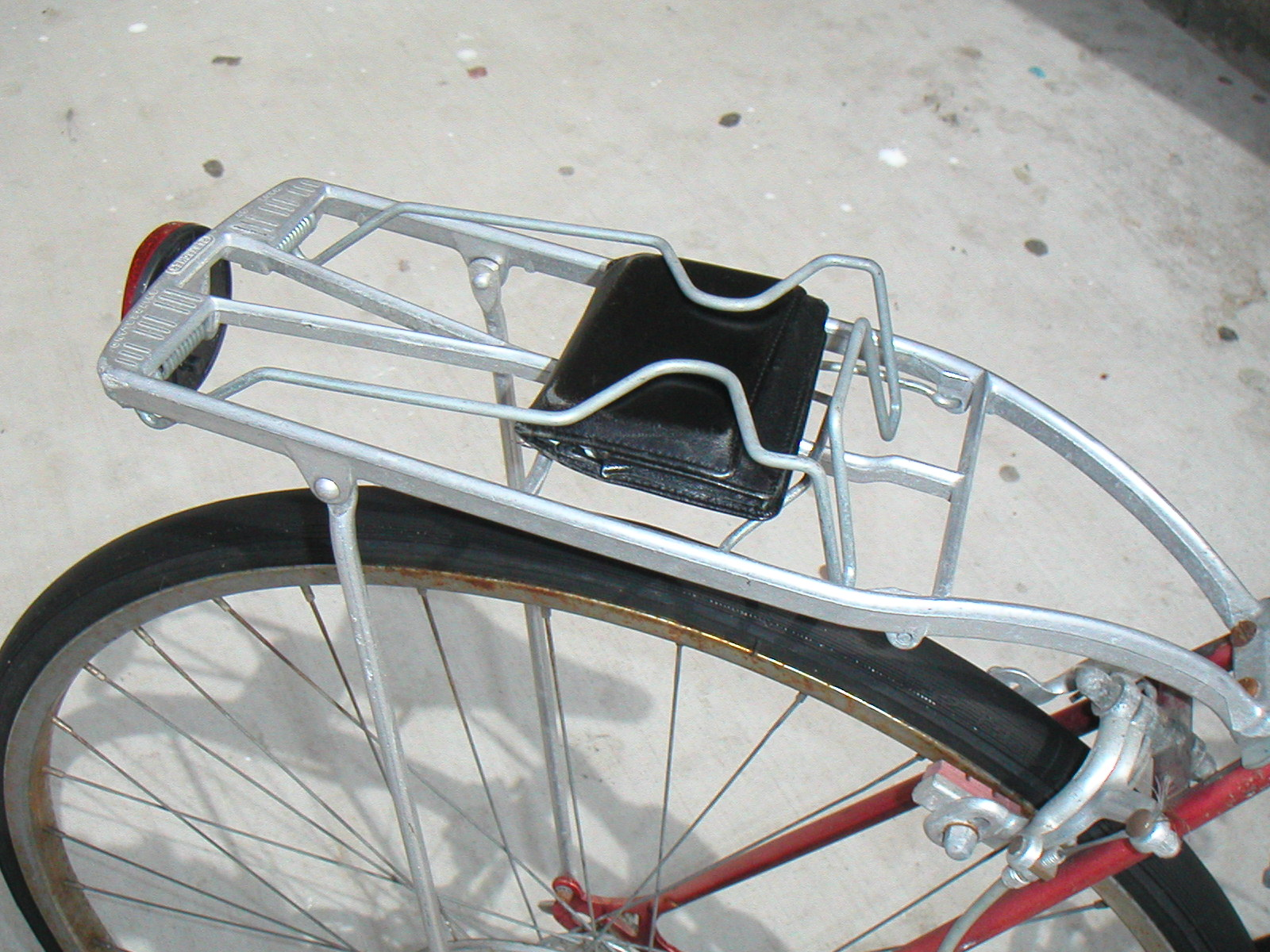
Un portaequipajes trasero, de aluminio de fundición, con pinza de resorte integrada.